# Julius Arndt
Pour les articles homonymes, voir Arndt.
Julius Arndt est un médecin et un bibliophile allemand du XXe siècle. Il est surtout connu pour son expertise en gastronomie, notamment ancienne.
Docteur bavarois de profession, il a rassemblé avec sa femme Erna Horn une collection de livres de gastronomie de toute l'Europe du XVe au XXe siècle. Il est décédé en 1978, et sa femme en 1981.

## Publications
- Der neuzeitliche Haushalt. Ein Führer durch die gesamte Küche und Hauswirtschaft.  Th. Peter, o J, ca 1935, Munich. L'Art culinaire. La première partie s'occupe de la cuisine, la deuxième partie de l'appartement, des savoirs, du traitement des meubles et tapis, linge, tailleurs, leçon de convenance, questions pédagogiques, soin du corps, nourrisson.
- Internationale Cocktails. Aufl. Herbig, Berlin, 1966.
- Huf Haus 82. Hartenfels : Huf Haus, 1982.
- Schöne alte Kochbücher. Katalog des Kochbuchsammlung Erna Horn und Dr Julius Arndt. Munich, Pressler, 1982. Catalogue établi par Marie Sachs. Il s'agit de la plus importante collection privée allemande sur le sujet (cuisine ancienne).